# Vuelo 138 de Martinair
El vuelo 138 de Martinair fue un vuelo fletado desde Surabaya (Indonesia) a Colombo (Sri Lanka). El avión fue operado en nombre de Garuda Indonesia. El 4 de diciembre de 1974, el avión, un McDonnell Douglas DC-8-55CF, se estrelló en una montaña poco antes de aterrizar, matando a todas las 191 personas a bordo: 182 peregrinos hajj indonesios con destino a La Meca y 9 tripulantes.
Se dice que el vuelo salió de Surabaya, Indonesia, aproximadamente a las 12:03 UTC en dirección a Jeddah (Arabia Saudita) que planea una parada en el aeropuerto de Bandaranaike, Colombo, Sri Lanka. A eso de las 16:30 UTC el control de Colombo despeja el vuelo. A las 16:38 UTC, se dice que otro controlador de tránsito aéreo intervino y despejó el vuelo hasta los 5000 pies y reportó el despeje a 8000 pies. La aproximación de Colombo luego despejó el vuelo hasta los 2000 pies a las 16.44 horas y le dijo al vuelo que esperaba una aproximación a la pista 04. Se le pidió a la tripulación a bordo del vuelo que informara cuando el aeródromo estaba a la vista. Luego, la tripulación continuó su descenso hasta que el avión se estrelló contra la montaña Saptha Kanya a las 22:15 horas, una altitud de aproximadamente 4355 pies y alrededor de 40 nm al este de Colombo. Los 191 pasajeros y tripulantes murieron. 
El accidente sigue siendo el peor en la historia de la aviación de Sri Lanka, superando al vuelo 001 de Icelandic Arlines, que se estrelló 4 años después; y el tercero más mortífero con un DC-8, después del vuelo 1285 de Arrow Air en 1985 y el vuelo 2120 de Nigeria Airways en 1991. En ese momento, fue el segundo accidente de aviación más letal, después de la pérdida del vuelo 981 de Turkish Airlines que tuvo lugar ese mismo año.

## Aeronave y tripulación
El avión era un McDonnell Douglas DC-8-55F que llevaba el registro PH-MBH construido en 1965 y se lo entregó a Seabord World Airlines con el registro N802SW, luego en octubre de 1969 se lo vendió a Air Bahamas International pero el registro se mantuvo, en mayo de 1970 se la alquiló a la Libanesa TMA, más tarde en mayo de 1971 se la vendió nuevamente a Seabord World Airlines, pero meses después, en octubre de ese mismo año se la vendió a Loftleidir Icelandic que se registró como TF-LLK, en septiembre de 1973 se la vendió a la Holandesa Martinair y se registró como PH-MBH y finalmente Garuda Indonesia alquiló la aeronave a inicios de diciembre de 1974 para el transporte de peregrinos Indonesios hacia La Meca. Estaba equipado con motores Pratt y Whitney modificados por KLM. El avión era propiedad de la compañía holandesa Martinair.
La tripulación del vuelo 138 fue el capitán Hendrik Lamme, el primer oficial Robert Blomsma, el ingeniero de vuelo Johannes Wijnands, la Perseguidor Ingrid van der Vliet y las Azafatas Henrietta Borghols, Abdul Hamid Usman, Lilik Herawati, Titia van Dijkum y Hendrika van Hamburg.

## Causas
Los investigadores enumeraron que la causa del accidente fue una «colisión con terreno ascendente cuando la tripulación descendió la aeronave por debajo de la altitud segura debido a una identificación incorrecta de su posición con respecto al aeropuerto. La investigación es de la opinión de que este fue el resultado de dependencia de los sistemas de radar meteorológico y Doppler a bordo del vuelo 138, lo que dio lugar a malas interpretaciones. Posteriormente, las autoridades de aviación de Sri Lanka asumieron la culpa de su mala comunicación con la tripulación técnica del vuelo».

## Accidente y responsabilidades

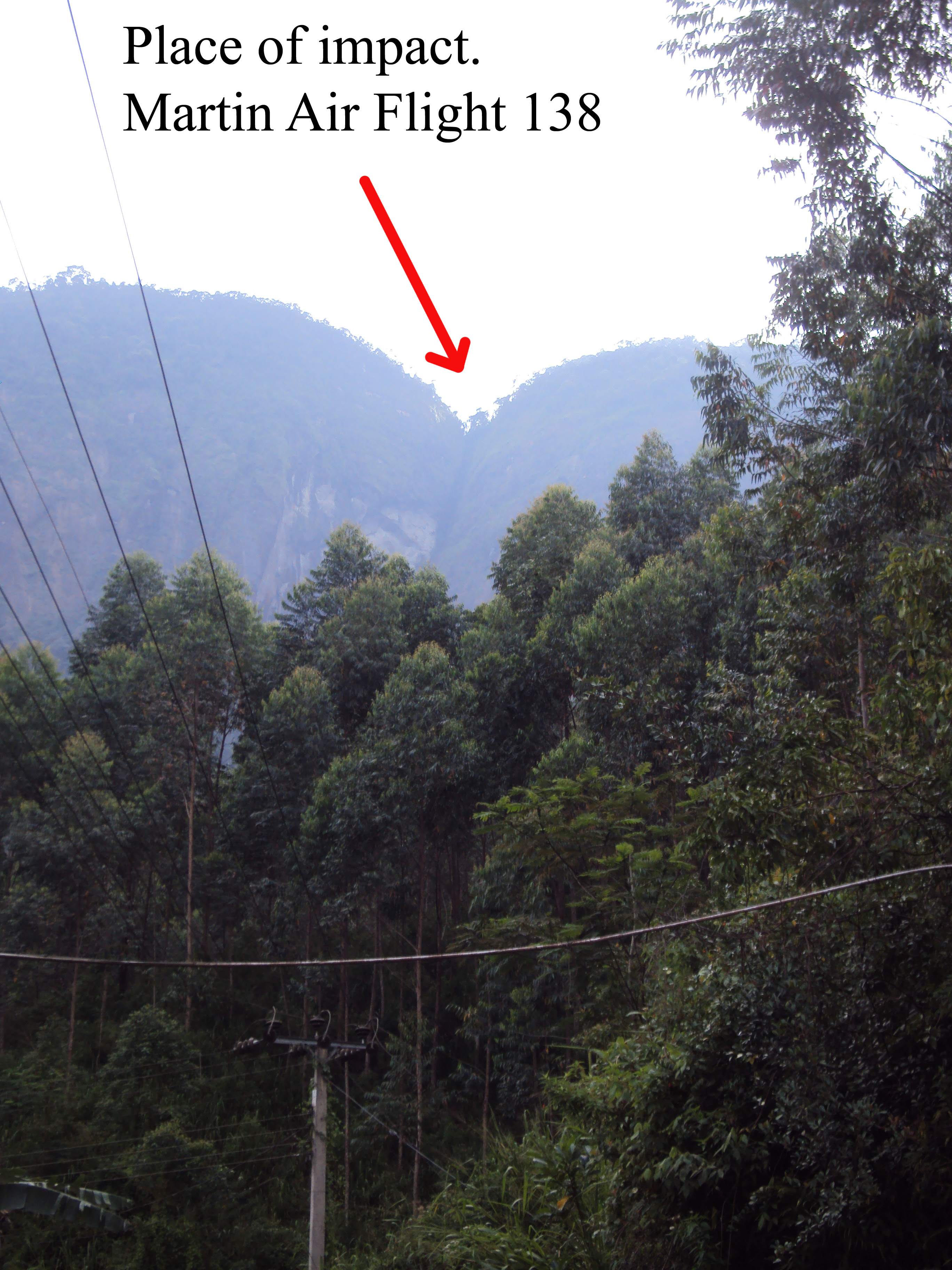
El lugar del accidente según los aldeanos.

El avión despegó del aeropuerto internacional de Surabaya, Indonesia, aproximadamente a las 12:00 horas del 4 de diciembre de 1974 para ir a Jeddah, Arabia Saudita, con una parada programada en el aeropuerto de Bandaranaike, cerca de Colombo. El avión contactó con el control de aproximación de Katunayaka alrededor de las 16:16 horas, lo que indica que estaban a 130 millas de distancia, por lo que se informó de las condiciones meteorológicas y solicitó que la aeronave cambiara al control del área de Colombo para obtener una autorización de descenso. La aeronave luego descendió desde 35 000 pies y fue devuelta para el control de aproximación. El control de aproximación luego despejó la aeronave hasta los 2000 pies y se requirió que la tripulación de vuelo informara si avistaban el aeródromo o si su posición estaba por encima de la «Baliza no direccional de Katunayake». Este mensaje fue reconocido por la tripulación, pero no hubo más comunicación con la aeronave. Testigos presenciales indicaron que el avión volaba a un nivel por debajo de lo normal y que no había evidencia de un incendio a bordo y que todos los motores sonaban normales sin que aparecieran fallas de funcionamiento. El sonido de la aeronave explotando en el impacto fue escuchado claramente por los residentes cerca del lugar del accidente. Más tarde se descubrió que el ala izquierda del avión se partió en la tercera montaña, el avión se invirtió y se estrelló violentamente contra la segunda montaña.
Los intentos repetidos de hacer contacto con la aeronave desde el control de aproximación no tuvieron éxito y, en consulta con el control del área de Colombo, se inició la fase de socorro. Las operaciones de búsqueda y rescate comenzaron posteriormente. El país de registro de la aeronave (Países Bajos) y el país de fabricación (EE. UU.) fueron informados. Indonesia también fue informada del accidente ya que muchos de los pasajeros eran nacionales de ese país.